# Shuibian, Guangdong
Shuibian är en köping i sydöstra Kina. Den ligger i Yingde i staden Qingyuan i provinsen Guangdong, omkring 110 kilometer norr om provinshuvudstaden Guangzhou. Antalet invånare är 11 631. Befolkningen består av 5 679 kvinnor och 5 952 män. Barn under 15 år utgör 20,0 %, vuxna 15-64 år 67 %, och äldre över 65 år 11,0 %.